# Esteban Pedrol
 (septembre 2014).
Si vous disposez d'ouvrages ou d'articles de référence ou si vous connaissez des sites web de qualité traitant du thème abordé ici, merci de compléter l'article en donnant les références utiles à sa vérifiabilité et en les liant à la section « Notes et références ».
Esteban Pedrol Albareda, né le 21 octobre 1909, (d'autres sources avancent une naissance le 20 novembre 1905 ou le 21 octobre 1906) à Tortosa (Catalogne, Espagne) et mort le 3 septembre 1976 à Vilassar de Mar (Catalogne, Espagne), est un footballeur international espagnol. Par la suite, il est aussi entraîneur, dirigeant et joueur d'échecs.

## Biographie
Esteban Pedrol commence sa carrière au CD América puis au Terrassa FC. En 1926, il s'incorpore au FC Barcelone. Le 3 avril 1927, lors d'un match de Coupe d'Espagne face à Valence CF il souffre une fracture du tibia droit qui le laisse indisponible pendant presque une année.
À son retour, il fait partie de l'équipe qui remporte le premier championnat d'Espagne de l'histoire en 1929. Il débute en première division le 30 mai 1929 face à la Real Sociedad.
En 1932, il est titulaire en finale de la Coupe d'Espagne perdue par Barcelone face à l'Athletic Bilbao 1 à 0. Pedrol est aussi l'assistant de l'entraîneur Jack Greenwell.
Le début de la Guerre civile espagnole en juillet 1936  met entre parenthèses les compétitions nationales de football. Un championnat méditerranéen est organisé réservé aux clubs de la zone républicaine. À cette époque, Pedrol devient président du premier syndicat de footballeur. En 1937, profitant d'une tournée du FC Barcelone en Amérique, Pedrol s'exile au Mexique comme la plupart de ses coéquipiers.
À la fin de la guerre en 1939, il revient en Espagne où il est sanctionné par le nouveau régime franquiste d'une année de suspension avant de pouvoir rejouer avec le FC Barcelone lors de la saison 1940-1941. C'est sa dernière saison comme footballeur.
Il joue en tout 225 matchs avec Barcelone et marque 33 buts. Il entraîne ensuite l'UE Sant Andreu lors de la saison 1941-1942.

### Équipe nationale
Esteban Pedrol joue une fois avec l'équipe d'Espagne, le 5 mai 1935 lors d'un match amical face au Portugal (score de 3 à 3). Il est remplaçant lors du match amical face à l'Allemagne joué une semaine plus tard.
Il joue par ailleurs quatre matchs avec la sélection de Catalogne, avec qui il marque 2 buts. 

### Joueur d'échecs
Après sa carrière de footballeur, Esteban Pedrol joue aux échecs avec le Club de Ajedrez Ruy López-Tívoli, avec qui il parvient de nombreuses fois en finale des championnats de Catalogne et d'Espagne. Il fait partie de l'équipe d'Espagne lors du match radio entre l'Espagne et l'Argentine en 1946 (il fait match nul au quinzième échiquier et l'Espagne remporte le match 8,5 - 7,5).

## Palmarès
Avec le FC Barcelone :
- Champion d'Espagne en 1929